# Podalonia fera
Podalonia fera är en biart som först beskrevs av Lepeletier de Saint Fargeau 1845.  Podalonia fera ingår i släktet Podalonia och familjen grävsteklar. Inga underarter finns listade i Catalogue of Life.